# Brampton
Brampton és una ciutat canadenca a Ontario, situada als afores de Toronto. Té un dels índexs de creixement més alts del Canadà. Brampton és la 4a ciutat més gran d'Ontario després de Mississauga, Ottawa i Toronto.

## Història
La ciutat va celebrar el seu 150è aniversari el 2003.

## Personalitats relacionades amb Brampton
La banda de punk rock Bombs Over Providence es va originar allà.

### Nascuts a Brampton
- Alessia Cara, cantant
- Michael Cera, actor
- Tory Lanez, raper
- Paulo Costanzo, actor
- Paul Crosty, jugador d’hoquei professional dels Grand Rapids Griffins
- William Grenville Davis, 18è primer ministre d'Ontario
- Rick Nash, campió del món, campió olímpic per equips i jugador d’hoquei professional dels New York Rangers
- Tyler Seguin, jugador d’hoquei professional de Dallas Stars
- Sabrina Grdevich, actriu de cinema.

## Topònim
Deu el seu nom a un petit poble rural prop de Cambridgeshire a Anglaterra.

## Economia
Diverses grans empreses hi tenen la seu, incloses Ford, Nortel, una planta embotelladora de Coca-Cola, Para Paints, Nestlé, DaimlerChrysler Canada, Zellers, Frito Lay Canada i Humpty Dumpty.
Brampton era conegut anteriorment com el Flowertown del Canadà, un títol obtingut per la gran importància dels hivernacles a la ciutat, incloent Dale's Flowers, que va guanyar nombroses vegades el premi internacional Rose durant gairebé cinquanta anys.

## Demografia
| 2001   | 2006   | 2011   | 2016   |
| ------ | ------ | ------ | ------ |
| 325428 | 433806 | 523906 | 593638 |